# Associazione Calcio Verona 1931-1932
Questa pagina raccoglie i dati riguardanti il Football Club Hellas Verona nelle competizioni ufficiali della stagione 1931-1932.

## Stagione
La stagione 1931-1932 rappresenta per il Verona la terza stagione nella seconda serie nazionale.

## Rosa
| N. |                   | Ruolo | Calciatore       |
| -- | ----------------- | ----- | ---------------- |
|    | Italia (bandiera) | P     | Umberto Manzini  |
|    | Italia (bandiera) | P     | Aldo Olivieri    |
|    | Italia (bandiera) | C     | Luigi Bernardi   |
|    | Italia (bandiera) | D     | Giuseppe Bampa   |
|    | Italia (bandiera) | C     | Leone Castellani |
|    | Italia (bandiera) | D     | Pio Goretta      |
|    | Italia (bandiera) | D     | Lippi            |
|    | Italia (bandiera) | D     | Antonio Longo    |
|    | Italia (bandiera) | D     | Nereo Marini     |
|    | Italia (bandiera) | D     | Angelo Marzi     |
|    | Italia (bandiera) | C     | Esterino Avanzi  |
|    | Italia (bandiera) | C     | Dino Cavalleri   |
|    | Italia (bandiera) | C     | Edoardo Giannone |
|    | Italia (bandiera) | C     | Augusto Masetto  |
|    | Italia (bandiera) | C     | Bruno Maurin     |

| N. |                   | Ruolo | Calciatore        |
| -- | ----------------- | ----- | ----------------- |
|    | Italia (bandiera) | C     | Giordano Corsi    |
|    | Italia (bandiera) | C     | Ambrogio Favalli  |
|    | Italia (bandiera) | C     | Bruno Panonzini   |
|    | Italia (bandiera) | C     | Poli              |
|    | Italia (bandiera) | C     | Italo Raguzzi     |
|    | Italia (bandiera) | C     | Orlando Ricci     |
|    | Italia (bandiera) | A     | Pietro Andreoli   |
|    | Italia (bandiera) | A     | Carlo Bernardin   |
|    | Italia (bandiera) | A     | Bruno Biagini     |
|    | Italia (bandiera) | A     | Federico Busini   |
|    | Italia (bandiera) | A     | Giovanni Cipriani |
|    | Italia (bandiera) | A     | Mario Patuzzi     |
|    | Italia (bandiera) | A     | Pietro Righetti   |
|    | Italia (bandiera) | A     | Luigi Tommasi     |

## Statistiche

### Statistiche di squadra
| Competizione | Punti | In casa | In casa | In casa | In casa | In casa | In casa | In trasferta | In trasferta | In trasferta | In trasferta | In trasferta | In trasferta | Totale | Totale | Totale | Totale | Totale | Totale | DR  |
| Competizione | Punti | G       | V       | N       | P       | Gf      | Gs      | G            | V            | N            | P            | Gf           | Gs           | G      | V      | N      | P      | Gf     | Gs     | DR  |
| ------------ | ----- | ------- | ------- | ------- | ------- | ------- | ------- | ------------ | ------------ | ------------ | ------------ | ------------ | ------------ | ------ | ------ | ------ | ------ | ------ | ------ | --- |
| Serie B      | 41    | 17      | 11      | 4       | 2       | 39      | 15      | 17           | 6            | 3            | 8            | 22           | 35           | 34     | 17     | 7      | 10     | 61     | 50     | +11 |

### Statistiche dei giocatori
| Giocatore     | Serie B  | Serie B |
| Giocatore     | Presenze | Reti    |
| ------------- | -------- | ------- |
| P. Andreoli   | 28       | 8       |
| E. Avanzi     | 1        | 0       |
| G. Bampa      | 2        | 0       |
| L. Bernardi   | 30       | 2       |
| C. Bernardin  | 6        | 1       |
| B. Biagini    | 27       | 8       |
| F. Busini     | 26       | 3       |
| L. Castellani | 1        | 0       |
| D. Cavalleri  | 1        | 0       |
| G. Cipriani   | 11       | 3       |
| G. Corsi      | 31       | 3       |
| E. Giannone   | 16       | 1       |
| P. Goretta    | 28       | 0       |
| Lippi         | 1        | 0       |
| A. Longo      | 1        | 0       |
| U. Manzini    | 2        | -4      |
| N. Marini     | 30       | 2       |
| A. Marzi      | 2        | 0       |
| A. Masetto    | 6        | 1       |
| B. Maurin     | 5        | 2       |
| A. Olivieri   | 31       | -46     |
| B. Panonzini  | 24       | 0       |
| M. Patuzzi    | 23       | 12      |
| S. Poli       | 2        | 0       |
| I. Raguzzi    | 7        | 0       |
| O. Ricci      | 10       | 3       |
| P. Righetti   | 8        | 5       |
| L. Tommasi    | 3        | 5       |